# Mount Christi
Mount Christi ist ein 1280 m hoher Berg auf Smith Island im Archipel der Südlichen Shetlandinseln. In der Imeon Range ragt er 5 km nordöstlich des Mount Pisgah im nordöstlichen Teil der Insel auf.
Der britische Polarreisende Henry Foster benannte während seiner von 1828 bis 1831 dauernden Antarktisexpedition das Nordkap von Smith Island als Kap Christi. Da dieses jedoch bereits als Kap Smith benannt war, übertrug das UK Antarctic Place-Names Committee im Jahr 1953 Fosters Benennung aus Kontinuitätsgründen auf den hier beschriebenen Berg. Namensgeber ist der britische Mathematiker und Naturforscher Samuel Hunter Christie [sic!] (1784–1865), mit dem Foster 1826 ein Buch zum Erdmagnetismus veröffentlicht hatte.